# Іванівка (Ушомирська сільська громада)
Іва́нівка — село в Україні, у в Ушомирській сільській територіальній громаді Коростенського району Житомирської області. Населення становить 303 особи (2001).

## Населення

### Мова
Розподіл населення за рідною мовою за даними перепису 2001 року:
| Мова       | Кількість | Відсоток |
| ---------- | --------- | -------- |
| українська | 301       | 99.34 %  |
| російська  | 2         | 0.66 %   |
| Усього     | 303       | 100 %    |

## Історія
У 1906 році — колонія Білокуровицької волості Овруцького повіту Волинської губернії. Відстань від повітового міста 65 верст, від волості 10. Дворів 22, мешканців 202.
У 1923—54 роках — адміністративний центр Іванівської сільської ради Коростенського району.
До 4 грудня 2018 року село входило до складу Веселівської сільської ради Коростенського району Житомирської області.